# 生命徵象
生命徵象（英語：vital signs，vitals）又称生命體徵、生命跡象，是一组4到6個最重要的人體基本生理功能（維持生命）的表徵。這些測量結果被用於評估個體的身體健康，提供潛在疾病的線索，並顯示出恢復的進展。每個人的正常生命徵象範圍隨年齡、體重、性別以及整體健康而異。
有四個主要生命徵象：體溫、脉搏、呼吸、血壓，常簡寫為TPR-BP（BT、PR、RR、BP）。然而，依據臨床需要，生命徵象尚可包含其他檢查結果，稱為“第五生命徵象”或“第六生命徵象”，例如：疼痛、意识状态（昏迷指數）、瞳孔反射、角膜反射等。生命徵象的紀錄是依循LOINC國際公認的標準編碼系統。

## 另見
- 醫學徵象